# Frederik van Nassau-Weilburg
Frederik van Nassau-Weilburg (Metz 16 april 1640 o.s. - Weilburg 19 september 1675 o.s.) was graaf van Nassau-Weilburg, een deel van het graafschap Nassau. Hij stamt uit de Walramse Linie van het Huis Nassau.

## Biografie
Frederik was de vierde, maar oudst overlevende, zoon van graaf Ernst Casimir van Nassau-Weilburg en Anna Maria van Sayn-Wittgenstein-Sayn, dochter van graaf Willem III van Sayn-Wittgenstein-Sayn en Anna Odilia van Nassau-Weilburg (een dochter van graaf Albrecht van Nassau-Weilburg en Anna van Nassau-Siegen). Omdat zijn familie wegens de Dertigjarige Oorlog naar Metz was gevlucht, bracht hij daar ook zijn eerste jaren door. Na de oorlog keerde het gezin terug naar een verwoest land.
Frederik volgde in 1655 zijn vader op als graaf van Nassau-Weilburg. Hij stond tot 1663 onder regentschap van zijn oom Johan van Nassau-Idstein. Sinds 1672 bevond het land zich in feite weer in oorlog. 
Frederik overleed in 1675 aan een ruiterongeval en werd begraven in de Sint-Maartenskerk te Weilburg. De voogdij over de kinderen kreeg graaf Johan Lodewijk van Nassau-Ottweiler.

## Huwelijk en kinderen
Frederik huwde te Homburg über Waldbröl op 26 mei 1663 o.s. met Christiane Elisabeth van Sayn-Wittgenstein-Homburg (Slot Wittgenstein 27 augustus 1643 o.s. - Homburg über Waldbröl 19/29 april 1678), dochter van graaf Ernst van Sayn-Wittgenstein-Homburg en Christiane van Waldeck.

Uit dit huwelijk werden de volgende kinderen geboren:
1. Johan Ernst (Weilburg 13 juni 1664 o.s. - Heidelberg 27 februari 1719), volgde zijn vader op.
2. Frederik Willem Lodewijk (Weilburg 21 augustus 1665 o.s. - (gesneuveld) Boedapest 14 augustus 1684).
3. Maria Christina (Weilburg 6 november 1666 - Weilburg 18 december 1734).